# エレクトリック・ギター

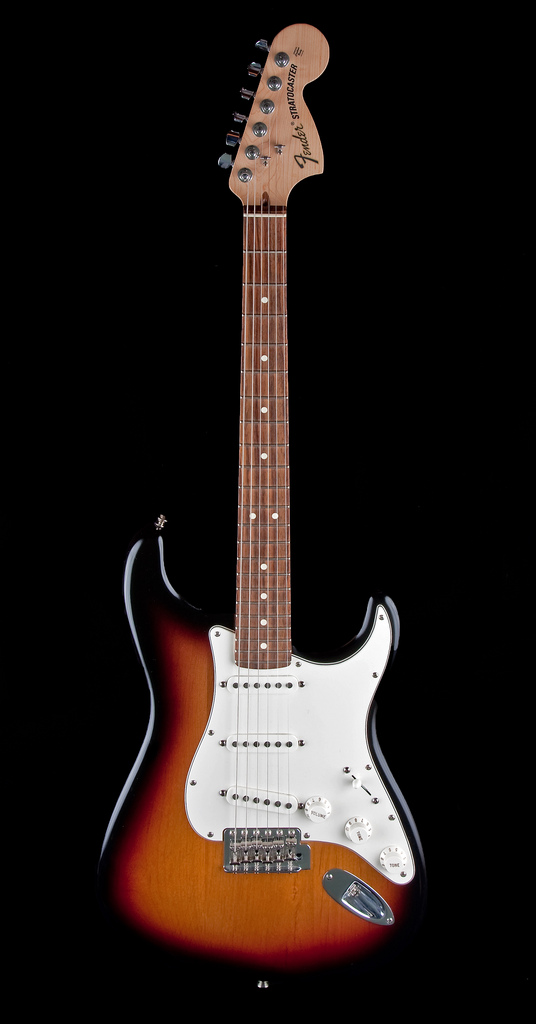
代表的なエレクトリックギターの1つ、フェンダー・ストラトキャスター

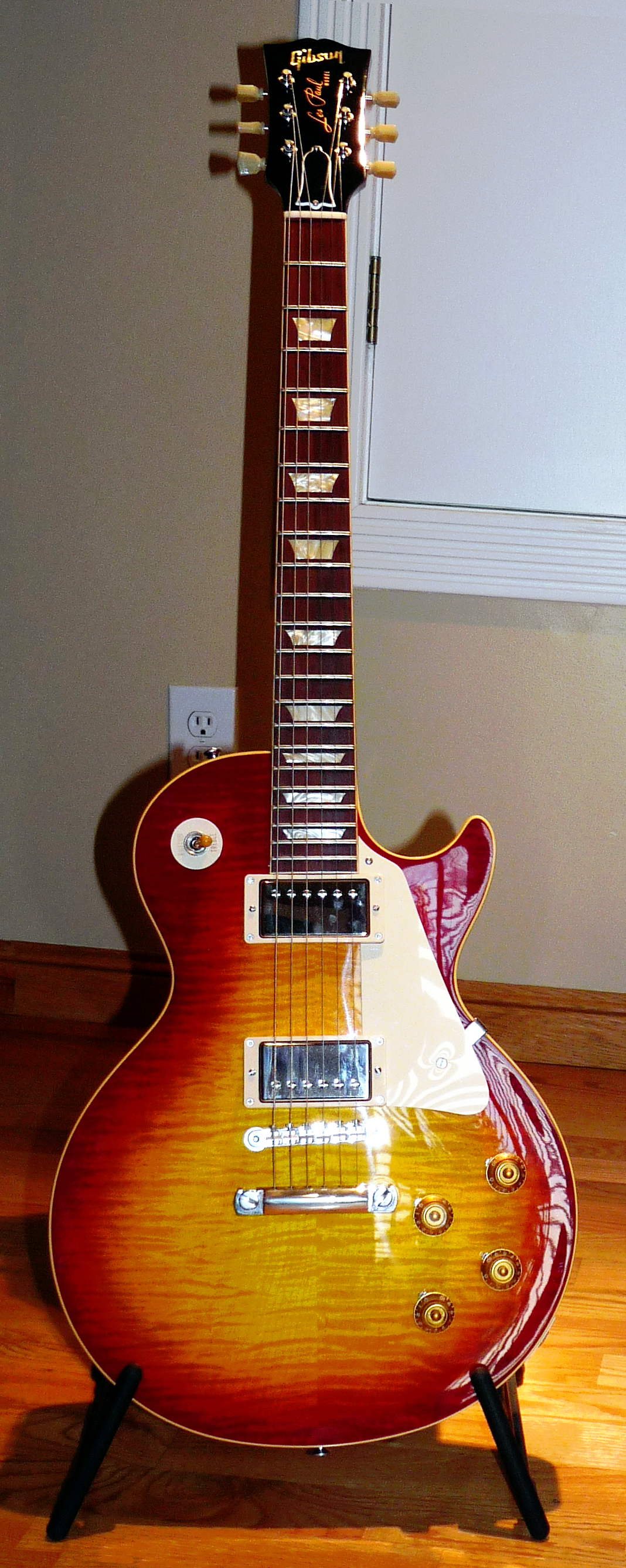
同じく代表的なエレクトリックギターの1つ、ギブソン・レスポール

エレクトリック・ギター（英: electric guitar）は、ピックアップを内蔵し、それによって弦の振動を電気信号に変換するギター。通称・略称はエレキギターおよびエレキ。
エレクトリック・ギターは、その金属製の弦の振動をピックアップで（微弱な）電気信号に変えるギターであり、そのエレクトリック・ギター本体とアンプを、（電気信号を伝えるための）シールド・ケーブルで接続し、（信号を受け取った）アンプの側で電気信号を増幅し音を出す。アンプで音をひずませたり大音量の音を出したり、様々なエフェクターを用いて音質を多彩に変化させることが可能で、それらがエレクトリック・ギターの大きな特徴となっている。

## 歴史
弦楽器の振動を電気的に増幅する実験は20世紀初頭まで遡る。1910年代には、ヴァイオリンとバンジョーの内部に電話の受信機を取り付け、音を増幅させる特許が出た。1920年代にはカーボン・マイクロフォンを弦楽器の駒に取り付けて音を増幅させる実験が行われた。1920年代から1930年代初頭にかけて、数多くの人々が電気楽器の実験・製作を行っており、それぞれを「最初のエレキギターの発明者」とする様々な主張がある。
最初期のエレキギターの発明は、電気的なピックアップと共鳴胴を持つ半電気的アコースティックギターであった。これは、タングステンのピックアップの付いたスティール弦アコースティックギターであった。最初の電気的に音を増幅するギターはジョージ・ビーチャムによって1931年に発明され、1932年にRo-Pat-Inコーポレーションによって商業生産された (Electro-Patent-Instrument Company Los Angeles) 。
1932年にリッケンバッカーが発売したラップスチール型の「フライングパン」と、他社製ボディにピックアップを追加した「エレクトリック・スパニッシュ・ギター」も世界初のエレキギターと見なされることもある。その後1940年代にかけて、ホロウボディのGibson ES-150、ソリッドボディの Bigsby マール・トラヴィスモデルなど新しいモデルが次々と登場し、エレクトリック・ギターが広く一般に認知された。
1930年代から1940年代にかけて登場した様々なエレキギターについては、英語版の記事"Electric guitar#History"に詳しい。

## ピックアップ
エレクトリック・ギターは、アコースティック・ギターとは異なる形状・構造をもち、専用のマイク「ピックアップ」を有しているため、アンプを介して出力される音色はアコースティック・ギターとはかなり異なるものとなる。ピックアップはエレクトリック・ギターの音色の大きな部分を決定する。
ピックアップは電磁誘導を利用して音を拾っている。ピックアップには永久磁石が内蔵されており、それによって生じる磁界中で鉄やニッケルなどの磁性体を含有する弦が振動するとピックアップ内のコイルを通過する磁束が変化し、弦の振動にほぼ相似した交流電流が発生する。その電流は導線(シールド)等を通してアンプに送られ、アンプによって音として増幅されスピーカーから音として出力される。電磁誘導を利用するため、エレクトリック・ギターにナイロン等の非磁性金属製の弦は使用できない（ギターのブリッジ部分に音響マイクロフォンを供えたものもあるが、そのようなものは一般にエレクトリック・ギターとは呼ばない）。またピエゾ素子のような物理的変形を電気信号に変換する素子を使ったピックアップもあるが、こちらも音響マイクロフォンと同様に「エレクトリック・ギター」の範疇には含まないのが一般的である。
ピックアップの種類は以下の二つに大別できる。
- シングルコイル
- ハムバッキング（ハムバッカー）

エレクトリック・ギター用のピックアップは、一般的に板状の磁石の上に並べた棒（ポールピース）の周囲にワイヤを巻いたもの（コイル）だが、この構造が一つのものをシングルコイルと呼ぶ。そのサウンドはカラっとした乾いたような音色が特徴である。対してハムバッカーは、シングルコイルを弦に対して平行または直角に二つ並べてコイルの極性を逆接続することで商用交流電源による磁界の影響を打ち消してノイズに強い構造になっているが、肝心の弦の振動の信号も特に高調波成分が打ち消し気味になり、太く暖かいサウンドが持ち味となる。「ハム」とは、商用交流電流による「ブ〜〜ン」と言うノイズのことである。ギブソンのモデルはハムバッカーが多く、フェンダーはシングルコイルのモデルが多い。「ハムバッキング（バッカー）」のことを「ハンバッキング（バッカー）」と書くこともある。
電気信号の増幅方法は以下の二つに分類される。
- パッシブ(passive)
- アクティブ(active)

ピックアップは内部のコイルで音を交流電流として取り出すが、スピーカーから音として出力するには、この電流を増幅させる必要がある。この増幅作業の一切をエフェクターやアンプなどのギターの外部に依存したピックアップをパッシブと呼ぶ。対して、電池と微小信号用アンプをギター内に内蔵し信号をある程度増幅させてからアンプに送信するタイプのものをアクティブと呼び、コイルの巻数が少なくすみノイズに強い。一般的にエレクトリック・ギターではパッシブが主流で、アクティブは鉄弦を使ったアコースティック・ギターに付加的に追加したピックアップに多い。また、一つのギターでパッシブとアクティブの切り替えも可能なものもある。
一つのギターに複数のピックアップが搭載されている場合、ネック側から以下のように呼ばれる。
- フロント（ネック、リズム、ベース） 高調波成分が少くソフトな音の傾向がある
- センター（ミドル）
- リア（ブリッジ、リード、トレブル） 高調波成分が多く鋭い音の傾向がある

複数のピックアップを持つギターでは、ボディのスイッチで演奏中にピックアップを切り替えたり複数のピックアップを並列または直列接続して「混ぜた」信号を取り出せるのが普通である。

## ストラップ
コンサートなどで演奏する際は立って演奏する場合が多いが、その場合はギターを体に固定するためのストラップを用いる。ソリッドボディは詰まっている分重量があり、ストラップがはずれてギターを落としやすいため、ストラップのロックをつけることも多い。

## 種類

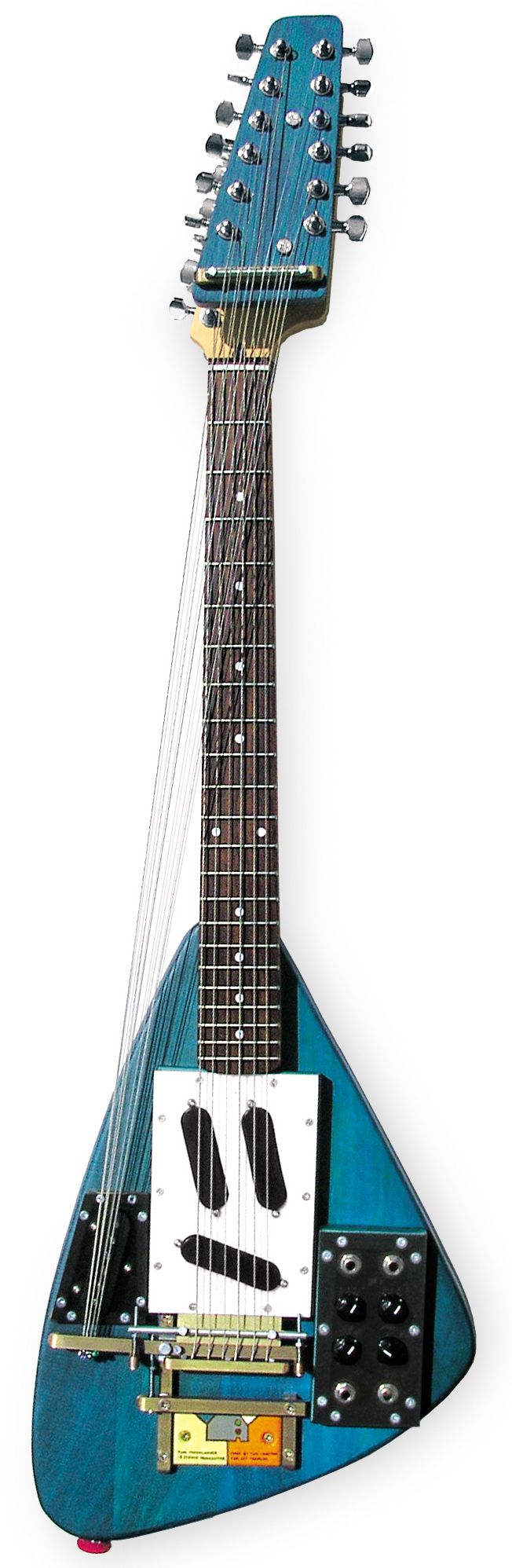
ソニック・ユースのリー・ラナルドのためにユーリ・ランドマンが特別に制作した楽器「ムーンランダー」（2007年）

### 大分類
エレクトリック・ギターはボディの構造で概ね以下の2種類に大別できる。
- ホロウボディギター
- ソリッドボディギター

ホロウボディはヴァイオリンのような中空構造であるのに対して、ソリッドボディはホロウボディのような中空構造を持たない。エレクトリック・ギターの原型は通常のギターにピックアップを付けたものであり、ソリッドボディギターの方が歴史的には新しい。
ヘッドの形状は、フェンダー系とギブソン系に大別される。フェンダー系ではストラトキャスターに見られるようにヘッドは指板面に平行で、指板面より一段下がっており、ペグはヘッドの片側に一列に並んで、多くの場合は高音弦側がナットから遠ざかるように配置される。このため高音弦はそのままではナットに当たる角度が浅くなってテンションを保てないので、ストリングガイドが設けられる。一方ギブソン系ではレスポールに見られるようにヘッドはネックに対して角度を持っており、これによってテンションが保たれる。またペグはヘッドの両サイドに対称に配置される場合が多い。

### 小分類
アーチトップギター
中空ボディで、トップとバックの板が緩い弧を描いている形状をしており、大半のものは両サイドにヴァイオリンのようなf字孔が空いている。この構造で、コンパクトなボディにもかかわらず、音の反響効率が良いため大音量がなる仕組みになっている。後述するフルアコースティックギター、セミアコースティックギターの多くが、アーチトップギターに属する。世界トップレベルのメーカー（ルシアー）としてロバート・ベネデットが挙げられ、生産量で言えばギブソン社（およびエピフォン・ブランド）が有名。
これに対し、トップとバックの板が平面になっているものをフラットトップギターと呼ぶが、こちらは一般的なアコースティック・ギターを指す場合が多い。
フルアコースティックギター（フルアコ）
アコースティック・ギターと同程度の空洞部を胴にもつ。ブリッジは弦のテンションのみでボディに乗っかっており、ボディの後ろ端にテンションがかかるブランコ式のテイルピース(トラピーズ テイルピース)が多い。最初期に開発されたタイプは、ピックギターのボディに弦振動を電気信号に変えるピックアップを取り付けたもので、音はかなり柔らかく厚みのある音。スウィング・ジャズの頃から用いられた。ビバップ形式の演奏などでは現在も主要なギターである。ただしそのボディ構造と大きな容積のため、大音量になるとアンプの音でボディが共振し、いわゆるハウリングが起きやすい。グレッチのテネシアンやギブソン社のES-175やSuper 400 CES、エピフォン・カジノなどがこのタイプ。
セミアコースティックギター（セミアコ）
ボディ中心部に胴木（センターブロック）と呼ばれる木材ブロックがネックからボディ後部まで入っており、弦振動を拾うピックアップとチューンOマチックタイプが多いブリッジとテイルピースはセンターブロックの上にスタッド等で固定されている。そのためフルアコースティックギターにありがちなハウリングが起きにくくなっている。フルアコースティックギターに比べるとボディが薄く、空洞部分も狭くなっている場合が多い。音はフルアコースティックギターとソリッドギターの中間といったところ。ギブソン社のES-335、エピフォンのシェラトン、リヴィエラ、リッケンバッカー社の360・360/12などがこのタイプ。
セミソリッドギター
セミホロウギターとも呼ばれ、大きく分類するとソリッドギターに分類されることもある。フルアコやセミアコ同様ボディ内部が空洞になっているが、それらのようにボディ材をトップ・サイド・バックと分けて張り合わせて空洞が作られているのではなく、ソリッドギターのボディの一部をくり抜いて空洞が作られている。この構造を「セミソリッド構造」や「チェンバード構造」などと呼ばれる。空洞があるためソリッドギターよりは軽く、音も若干柔らかい。ボディの左サイドにf字孔が1つ空いているものもあり、字孔の有無でサウンド面において若干の違いがある。フェンダー社のテレキャスター・シンライン、リッケンバッカー社の325、ギブソン社のレスポール・スタンダード（2008年以降の一部モデル）、ダンエレクトロ社の59-DC、デューゼンバーグ社のスタープレイヤーTVなどがこのタイプ。ピックアップ用の座繰りが大きいタイプのストラトキャスターもこの部類ではないかと言われることもある。
ソリッドギター
通常はエレクトリック・ギターというとこのタイプを指す。ソリッド（固体・中身の詰まった）という言葉通りフルアコなどとは違い、木材の板をそのまま貼り合せる等して胴としている。比較的に胴は薄い。弦が細い特性を生かした独特の奏法が多数ある。また、胴に共鳴部をもたないために器具の追加、交換が容易であり、そのため多くのバリエーションを生んだ。形状も多様である。ギブソン社のレスポールやSG、フェンダー社のテレキャスターやストラトキャスターなどが特に有名。
シタールギター
シタールギター（エレクトリックシタール）は、エレクトリック・ギターの構造でシタールに似た音色を出すが、シタールのBUZZ音を出すのは独特の形状をしたブリッジによるもので共鳴弦はあまり関係しない。巷間言われるように、共鳴弦が鳴ってあの音を出すというのは誤りである。
シタールのブリッジ（ジャワーリと呼称する）の構造は、弦が振動する際、弦の振動域がブリッジの幅広い面に微妙に接触し、あの独特のバズトーンを生み出す。エレクトリックシタールにおいてもこの構造は同じである。
主なメーカーはダンエレクトロ（主に日本製の木部を使用したコーラル）がオリジナル。レプリカモデルがジェリー・ジョーンズ、Star'sなどから発売されている。いずれも独特の音が重宝され、様々なアーティストに使用されているが、現在はオリジナル、レプリカ共に流通量が少なくなっている。
また角松敏生は、東京都内のギター工房である松下工房にエレクトリックシタールを特注して所有している。ブリッジがアルミで作られていて、スルーネック構造が特徴である。
エレクトリックアコースティックギター（マイク付きギター・エレアコ）

アコースティック・ギターにピックアップを内蔵したもの。合奏時、生演奏でアコースティック・ギターの音を安定して伝えるのはしばしば困難なのでステージ用として開発された。
アコースティック・ギターの音を完全に再現する事は難しいが近年かなり近い音を出力できるようになってきた。アンプに通さずそのまま生音で演奏すればアコースティックギターとして使用出来る。
エレクトリックガットギター（エレクトリッククラシックギター）
ガットギターにピックアップを内蔵したもの。主にジャズやボサノヴァのような音楽で使用される。
スティール・ギター
ハワイアン、カントリーアンドウエスタンに用いられている横置きの電気ギター。普通は指で押えるフレットがなく、左手のバーでフレットに相当する位置の弦を押え、右手の親指、人差し指、中指につけたフィンガーピックで弾く。弦は6弦、8弦などがあり、演奏者により様々なチューニングがある。大橋節夫のチューニングはC-E-G-A-C-EのAm7th、バッキー白片はAm、大塚竜男はE7thなど。マヒナスターズの和田弘はマイナー系とメジャー系の二つのチューニングをセットしたダブルネックのタイプで、ハワイアンと歌謡曲など曲目によって使い分けていた。カントリー音楽ではこのチューニングを変えて多彩な和音を出すことが出来るペダルをつけた10弦や12弦のペダルスチールギターなどもある。電気を使わないタイプでは、リゾネーター・ギターと呼ばれる物もあり、もともとは、これが横置きギターの原型という説もある。

## 特有の奏法
- タッピング奏法
- フィードバック奏法
- バイオリン奏法
- 琴奏法

## 主なブランド
- アイバニーズ (Ibanez)
- アトリエZ (ATELIER Z)
- アリア(ARIA)
- イーエスピー (ESP)
- キャパリソン (Caparison)
- キラーギターズ (Killer)
- コンバット (COMBAT GUITARS)
- グヤトーン(GUYATONE)
- グレコ (Greco)
- 齋藤楽器工房 (SAITO GUITARS)
- G-ライフ・ギターズ (G-Life Guitars)
- スギギター (Sugi Guitars)
- テスコ(TEISCO)
- ディバイザー (DEVISERA)
- ニル (Nil)
- バッカス (Bacchus)
- ヴァンザント (VANZANDT)
- フェルナンデス (Fernandes)
- フェンダー・ジャパン (Fender Japan)
- フジゲン (Fujigen)
- ムーンギターズ (MOON GUITARS)
- モモセ (momose)
- ヤイリギター (Yairi Guitar)
- ヤマハ (YAMAHA)
- 東海楽器 (TOKAI)
- B.C.リッチ (B.C.Rich)
- エピフォン (Epiphone)
- ギブソン (Gibson)
- グレッチ (Gretsch)
- サー (Suhr)
- ジェームス・タイラー（James Tyler）
- スタインバーガー（Steinberger）
- シェクター (Schecter)
- シャーベル (Charvel)
- ジャクソン (Jackson)
- ディアンジェリコ (D'Angelico)
- ディーン (Dean)
- トム・アンダーソン (Tom Anderson)
- フェンダー (Fender)
- ポール・リード・スミス (Paul Reed Smith)
- パーカー（Parker）
- メランコン (Melancon)
- モズライト (Mosrite)
- リッケンバッカー (Rickenbacker)
- ロバート・ベネデット (Robert Benedetto)
- ワッシュバーン (Washburn)
- カール・ヘフナー (Höfner)
- デューゼンバーグ (Duesenberg)
- メイヨネース (Mayones)
- ゼマティス (Zemaitis)
- ヴォックス (VOX)

## 日本固有の歴史的経緯
1960年代のエレキブームと追放運動
1965年1月の『ザ・ベンチャーズ』の来日以降、ベンチャーズの人気と共にエレキ族と呼ばれる若者を中心に爆発的にエレキギターに注目が集まり「エレキブーム」が訪れる事になる。テレビ番組『勝ち抜きエレキ合戦』等のテレビ番組や加山雄三主演映画『エレキの若大将』等の後押しもありブームに拍車をかけていった。同年夏にはエレキギターの音に合わせて踊るモンキーダンスもブームとなった（モンキー族）。
しかし、同1965年10月に栃木県足利市教育委員会の働きかけで起こった小中学生のエレキ購入禁止や大会参加禁止等を定めた通称「エレキ禁止令」が出されると、新聞で大きく取り上げられるなど社会問題化し、一方的に「エレキギターは不良少年がするもの」とレッテルを貼られ、コンサートを見に行っただけで高校を退学させられるなど全国で激しい「エレキギター追放運動」が波及していった。条例は後に廃止されたもののブームは次第に沈静化していくことになる。その後寺内タケシによるハイスクールコンサート等の熱心な努力もあり改善されていく。